# Agonostomus monticola
Agonostomus monticola (Tên tiếng Tây Ban Nha: dajao, trucha de tierra caliente ; Tên tiếng Anh: mountain mullet) là một loài cá nước ngọt trong họ Mugilidae của bộ Mugiliformes. Nó có thể được tìm thấy tại Bắc và Nam Mỹ, từ North Carolina, Florida, Louisiana và Texas ở Hoa Kỳ tới Colombia và Venezuela, bao gồm West Indies trong quần đảo Antilles.